# Erik R. Lindström
Erik R. Lindström född 1950 i Stockholm, är en svensk biolog och författare.
Lindström disputerade 1982 vid Stockholms universitet på en avhandling om rödrävens populationsekologi. Han var forskare vid Grimsö forskningsstation fram till 1995 med mindre rovdjur som specialområde.

## Priser och utmärkelser
- Årets Pandabok (barnboksklassen) 1996
- Årets Pandabok (barnboksklassen) 1997
- Årets kulturstipendiat i Lindesbergs kommun 2002